# Pinasca
Pinasca é uma comuna italiana da região do Piemonte, província de Turim, com cerca de 2.951 habitantes. Estende-se por uma área de 34 km², tendo uma densidade populacional de 87 hab/km². Faz fronteira com Giaveno, Perosa Argentina, Cumiana, Pinerolo, Frossasco, San Pietro Val Lemina, Inverso Pinasca, Villar Perosa.

## Demografia
| Variação demográfica do município entre 1861 e 2011                               |
|                                                                                   |
| Fonte: Istituto Nazionale di Statistica (ISTAT) - Elaboração gráfica da Wikipedia |